# Elezioni comunali in Trentino-Alto Adige del 2015
Le elezioni comunali in Trentino-Alto Adige del 2015 si sono tenute il 10 maggio e il 15 novembre, con turni di ballottaggio il 24 maggio, per il rinnovo di 262 consigli comunali.

## Riepilogo sindaci eletti
Coalizione di centro-sinistra
     Coalizione di centro-destra
     Centrismo
     Liste civiche di centro-sinistra
     Südtiroler Volkspartei
     Verdi del Sudtirolo/Alto Adige
| Provincia | Comune            | Sindaco uscente | Sindaco uscente      | Sindaco eletto | Sindaco eletto       | Primo turno | Primo turno | Secondo turno | Secondo turno | Seggi   |
| Provincia | Comune            | Sindaco uscente | Sindaco uscente      | Sindaco eletto | Sindaco eletto       | Voti        | %           | Voti          | %             | Seggi   |
| --------- | ----------------- | --------------- | -------------------- | -------------- | -------------------- | ----------- | ----------- | ------------- | ------------- | ------- |
| Trento    | Pergine Valsugana |                 | Roberto Oss Emer     |                | Roberto Oss Emer     | 5.780       | 53,97       | —             | —             | 15 / 22 |
| Trento    | Riva del Garda    |                 | Adalberto Mosaner    |                | Adalberto Mosaner    | 4.640       | 63,25       | —             | —             | 15 / 22 |
| Trento    | Rovereto          |                 | Andrea Miorandi      |                | Francesco Valduga    | 7.021       | 38,38       | 9.662         | 58,44         | 21 / 32 |
| Trento    | Trento            |                 | Alessandro Andreatta |                | Alessandro Andreatta | 26.440      | 53,71       | —             | —             | 25 / 40 |
| Bolzano   | Bolzano           |                 | Luigi Spagnolli      |                | Luigi Spagnolli      | 17.951      | 41,55       | 17.632        | 57,70         | 19 / 45 |
| Bolzano   | Bressanone        |                 | Albert Purgstaller   |                | Peter Brunner        | 5.421       | 51,18       | —             | —             | 14 / 27 |
| Bolzano   | Laives            |                 | Liliana Di Fede      |                | Christian Bianchi    | 2.397       | 29,52       | 3.208         | 51,67         | 8 / 27  |
| Bolzano   | Merano            |                 | Gunther Januth       |                | Paul Rösch           | 3.479       | 22,11       | 6.994         | 60,70         | 8 / 36  |